# Compoziție cu roșu, albastru și galben
Compoziție cu roșu, albastru și galben este o pictură din 1930 realizată de pictorul neerlandez Piet Mondrian. Tabloul constă în tușe groase, negre, care definesc marginile dreptunghiurilor colorate. După cum sugerează și titlul, singurele culori folosite în afară de alb și negru sunt roșu, albastru și galben. Piesa este foarte asemănătoare cu lucrarea lui Mondrian din 1930, Compoziție nr. 2 cu roșu, albastru și galben. Potrivit lui Stephanie Chadwick, profesor de istoria artei asociat la Universitatea Lamar, „Piesa lui Mondrian Compoziție cu roșu, albastru și galben demonstrează angajamentul său față de opozițiile relaționale, asimetrie și planuri pure de culoare. Mondrian a compus această pictură ca o armonie a contrastelor care semnifică atât echilibrul, cât și tensiunea forțelor dinamice".